# Hans-Georg Lindenstaedt
Hans-Georg Lindenstaedt (* 20. August 1904 auf Rügen; † 24. Dezember 1975) war ein deutscher Tischtennisspieler. Er spielte in der deutschen Mannschaft bei der erstmals ausgetragenen TT-Weltmeisterschaft 1926.
Lindenstaedt war ein guter Tennisspieler. Mit dem Tischtennis machte er Anfang der 1920er Jahre Bekanntschaft, als Roman Najuch – seinerzeit ein bekannter Tennisspieler – im Sporthaus von Richard Rau (100-m-Läufer) Tischtennisturniere veranstaltete, damit die Tennisspieler die Winterpause überbrücken konnten. Hier traf er auf Curt Gerstmann und Daniel Prenn, mit denen er 1926 bei der ersten TT-Weltmeisterschaft das deutsche Team bildete.
Zwischen 1926 und 1930 bestritt Lindenstaedt 33 Länderkämpfe.
Er lebte in Berlin, wo er für den Verein TC Borussia 1902 Berlin spielte und sich auch als Sportjournalist betätigte. Aus politischen Gründen emigrierte er in den 1930er Jahren in die Schweiz. Nach dem Zweiten Weltkrieg kehrte er nach Berlin zurück, wo er eine Druckerei betrieb, die seine Tochter Monika übernahm. 
Zudem war er Pressewart beim TC Grunewald.

## Sportliche Erfolge
- Teilnahme an 6 Weltmeisterschaften
  - 1926 in London: Achtelfinale Einzel, Viertelfinale Doppel, 7. Platz mit Team
  - 1928 in Stockholm: Viertelfinale Mixed, 7. Platz mit Team
  - 1929 in Budapest: 6. Platz mit Team
  - 1930 in Berlin: 7. Platz mit Team
  - 1931 in Budapest: nur Individualwettbewerb
  - 1932 in Prag: nur Individualwettbewerb

- Internationale Meisterschaften
  - 1925 Berlin: 2. Platz Einzel
  - 1929 Berlin: 2. Platz Doppel (mit Henschel)

- Berliner Meisterschaften
  - 1924–1926 1. Platz Einzel

- Ranglisten
  - 1928: 1. Platz in der deutschen Rangliste DTTB

## Turnierergebnisse
| Verband | Veranstaltung     | Jahr | Ort       | Land | Einzel    | Doppel        | Mixed         | Team |
| ------- | ----------------- | ---- | --------- | ---- | --------- | ------------- | ------------- | ---- |
| GER     | Weltmeisterschaft | 1932 | Prag      | TCH  | letzte 32 | letzte 32     | keine Teiln.  |      |
| GER     | Weltmeisterschaft | 1931 | Budapest  | HUN  | Qual      | Qual          | Qual          |      |
| GER     | Weltmeisterschaft | 1930 | Berlin    | FRG  | letzte 32 | letzte 16     | keine Teiln.  | 7    |
| GER     | Weltmeisterschaft | 1929 | Budapest  | HUN  | letzte 64 | letzte 32     | Scratched     | 6    |
| GER     | Weltmeisterschaft | 1928 | Stockholm | SWE  | letzte 32 | letzte 32     | Viertelfinale | 7    |
| GER     | Weltmeisterschaft | 1926 | London    | ENG  | letzte 16 | Viertelfinale | keine Teiln.  | 7    |